# BiD: textos universitaris de Biblioteconomia i Documentació
BiD: textos universitaris de biblioteconomia i documentació es una revista académica especializada en el ámbito de la biblioteconomía, la archivística y la documentación. 
Creada en 1998 por la Facultad de Biblioteconomía y Documentación de la Universidad de Barcelona, a partir del número 30 (2013) se unen a la edición los Estudios de Ciencias de la Información y de la Comunicación de la Universidad Abierta de Cataluña (UOC, por sus siglas en catalán). 
La revista se publica únicamente en versión digital y tiene una periodicidad semestral, los números aparecen en junio y en diciembre. La lengua principal de la publicación es el catalán pero se aceptan textos escritos en castellano, inglés, francés y portugués, y siempre se procura ofrecer las versiones en catalán y castellano de todos los artículos publicados.
Todos los artículos publicados en la revista están sujetos a una licencia Creative commons de tipo "Reconocimiento-NoComercial-SinObraDerivada".
Desde 2010, la revista se encuentra complementada por un blog profesional llamado Blok de bid donde semanalmente se publican artículos, noticias e informaciones diversas relacionadas con el ámbito de la información y la documentación.
Se encuentra indizada en bases de datos para la evaluación de la calidad de publicaciones periódicas como: Clasificación integrada de revistas científicas, Emerging Sources Citation Index (Web of Science), Latindex y Scopus.